# Кимсин-султан
Кимсин-султан — сын Бурундук-хана, казахский султан.
Сведения о Кимсине встречаются исключительно в трудах Кадырали-бека. Согласно его рассказу, у сына Бурундук-хана — Кимсин-султана — была дочь по имени Чуйум-ханым. Она стала женой Ондан-султана, происходившего из династии Жанибек-хана: Ондан был сыном Шигай-хана, внуком Джадика и правнуком самого Жанибека.
В другом фрагменте Кадырали-бек упоминает, что после Бурундук-хана его род лишился права на ханский титул, но имён потомков он не указывает. Однако известно, что одна из дочерей Бурундук-хана — Дадым-ханым — вышла замуж за Шигай-султана, будущего казахского хана и внука Жанибек-хана.
Кроме того, около 1494 года две другие дочери Бурундук-хана были выданы за представителей шибанидской династии. Одна из них стала женой Махмуд-султана, брата Шейбани-хана, другая — Тимур-султана, сына Шейбани-хана. Последнюю звали Михр-Султан-ханым. Она проживала в Самарканде, пользовалась уважением и обладала значительным богатством, включая обширные земельные пожертвования как в самом городе, так и в прилегающих областях, таких как Кеш и Несеф.
С течением времени, лишённый власти, Бурундук-хан был вынужден покинуть степи. Он отправился в Самарканд к Михр-Султан-ханым. О его жизни после этого известно лишь то, что он умер в изгнании, вдали от родины.